# Rudivka, Prîlukî
Rudivka (în ucraineană Рудівка) este o comună în raionul Prîlukî, regiunea Cernihiv, Ucraina, formată numai din satul de reședință.

## Demografie
Componența lingvistică a comunei Rudivka
     Ucraineană (98,6%)
     Rusă (1,3%)
     Alte limbi (0,11%)
Conform recensământului din 2001, majoritatea populației comunei Rudivka era vorbitoare de ucraineană (98,6%), existând în minoritate și vorbitori de rusă (1,3%).